# Rhagonycha hyperborea
Rhagonycha hyperborea es una especie de coleóptero de la familia Cantharidae.

## Distribución geográfica
Habita en Rusia.